# Theme for Young Lovers
Theme for Young Lovers ist ein Instrumentalmusikstück von Bruce Welch, das 1964 von The Shadows veröffentlicht wurde.
In Deutschland wurde eine Coverversion des Liedes von Marlene Dietrich unter dem Namen „Ich werde Dich lieben“ bekannt. Marlene Dietrich schrieb den deutschen Liedtext selbst.

## Coverversionen des Lieds & Soundtrack
- Der Song wurde im britischen Film Wonderful Life aus dem Jahre 1964 als Soundtrack verwendet.[4]
- Der deutsche Sänger Rio Reiser veröffentlichte ebenfalls eine Coverversion von "Ich werde Dich lieben" auf seinem Album "Am Piano".[5]
- Die Coverversion von Marlene Dietrich wurde von ihr auf verschiedenen Alben veröffentlicht.[6]
- Erfolgreich war 2007 die Version von Nena.[7]